# 中世纪的西班牙
中世纪的西班牙指从哥特人入侵伊比利亚到收复失地运动终结这段时期的西班牙，这一期间的西班牙经历了从蛮族入侵、西哥特王国、阿拉伯人入侵和收复失地运动等一系列历史事件，以卡斯蒂利亚的伊莎贝拉一世和阿拉贡的费尔南多二世联姻并统一西班牙告终。这一时期为近代早期西班牙的大航海时代、绝对君主制和哈布斯堡霸权奠定了重要基础。

## 中世纪早期

### 日耳曼人入侵
三世纪危机后，西罗马帝国已陷入严重衰退。戴克里先与君士坦丁的行政改革未能扭转颓势：货币贬值导致商品经济萎缩，大庄园制瓦解了城市经济基础，而戴克里先大量吸取蛮族进入罗马军队的行为军事雇佣兵化使军队逐渐"蛮族化"。

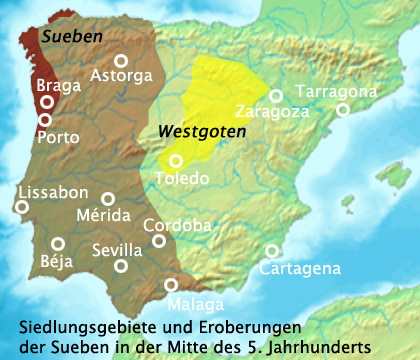
苏维汇王国版图

公元375年，由于受到匈人入侵，西哥特人开始大举迁入罗马帝国。他们请求罗马帝国东部皇帝瓦伦斯允许他们在罗马帝国境内定居。瓦伦斯希望能用哥特人来充实其军队，所以接受了他们的要求。然而，西哥特人通过收买多瑙河的边境卫兵，被允许携带武器入境。很快事态失去了控制，大量哥特人源源不断地迁入多瑙河流域，而罗马帝国在此地区的兵力又十分薄弱，无法对其加以有效的控制。当一些地区的罗马士兵开始虐待哥特移民时，哥特人于377年开始暴乱，并且多次击败罗马帝国军队。在378年的亚德里亚堡战役中，皇帝瓦伦斯被杀，继任皇帝狄奥多西一世和哥特人在382年议和，哥特人答应帮助皇帝保护罗马疆界以获得粮食补给。蛮族依然不可避免地渗透进原罗马帝国的土地。
至5世纪初，帝国对边陲的控制力名存实亡。406年冬季，莱茵河冰冻成为压垮骆驼的最后一根稻草——汪达尔-阿兰联军突破帝国北部防线，三年内横扫高卢。409年，这两个民族越过比利牛斯山进入伊比利亚半岛（今西班牙）。作为罗马帝国的同盟者，汪达尔人占据西北部和南部、阿兰人占据西部的领土。苏维汇人占据加利西亚，建立半岛首个日耳曼王国；阿兰人控制卢西塔尼亚（今葡萄牙中部）；汪达尔人则盘踞安达卢西亚。大约426年，西哥特人入侵阿兰人的地界，杀死西部的阿兰王阿达克斯（Attaces）。剩下的阿兰人拥戴汪达尔王君德里克为阿兰国王。由于和西哥特人的冲突，君德里克的继任者盖萨里克（428年－477年在位）开始计划将国家迁到北非。429年，盖萨里克率8万人穿过直布罗陀海峡在北非登陆后向东，逼近罗马帝国阿非利加省的首府迦太基。
至469年，苏维汇王国被压缩至西北一隅，西哥特人成为半岛主宰。西哥特人于473年终结了罗马统治，到476年已经建立起了对半岛中东部大部分地区的霸主地位。

### 查士丁尼征服

560年的西班尼亚行省

东罗马皇帝查士丁尼一世继位后，在镇压尼卡起义之后，开始了对西方故土的大规模征服。534年，罗马名将贝利撒留在征服汪达尔王国后重建阿非利卡行省，并夺取休达（原为西哥特所占），使其归入拜占庭。550年，西哥特国王阿吉拉一世遭遇内乱，科尔多瓦等地起义，其子被杀，他本人撤至梅里达。551年或552年，贵族阿塔纳吉尔德占据塞维利亚，自立为王，对抗阿吉拉，并向查士丁尼请求援助。尽管谁率领拜占庭远征军存在争议，但军队于552年夏登陆，加入叛军作战。553年春，另一支拜军从意大利出发，登陆卡塔赫纳，向内陆推进，与主力会师。

580年的西班尼亚行省

拜占庭占据了贝提卡大部分沿海地区，尤其是马拉加与卡塔赫纳，并设立西班尼亚行省。尽管地位边缘，其目的主要是牵制西哥特与保护北非。555年，阿吉拉被部下刺杀，阿塔纳吉尔德登基，并尝试反攻拜占庭失败。行省存续约七十年。

西班尼亚行省最大疆域

拜占庭在当地掌控的城市有马拉加、卡塔赫纳、梅迪纳-西多尼亚（至572年）、希斯贡萨（至610年），以及巴萨等。部分地区如科尔多瓦、埃西哈、瓜迪斯、格拉纳达等地，虽可能臣服拜占庭，但无明确统治证据。除伊比利亚本土，拜占庭还控制休达及巴利阿里群岛。休达归入阿非利卡行省，岛屿则归属贝提卡与迦太基行省共同统治。

### 雷卡雷德改宗
589年，西哥特国王雷卡雷德一世在托莱多第三次会议上正式宣布改宗迦克墩基督教，结束了西哥特王国与大多数伊比利亚住民之间的宗教隔阂。这一举措不仅缓解了哥特人与伊比利亚-罗马人之间的紧张关系，也强化了王权对教会的控制。
改宗标志着西哥特王国迈向文化与制度融合的新阶段。贵族开始采用拉丁语法律文本，教会在王国治理中地位上升，为西哥特国家制度的“罗马化”奠定基础。但贵族与王权、教会之间的权力博弈仍频繁，政变与篡位事件不断。

### 晚期西哥特王国

700年的伊比利亚

### 后伍麦耶王朝

814年的科尔多瓦埃米尔国

750年随着阿拔斯王朝在东方推翻倭马亚政权，哈里发的中心从大马士革迁至巴格达，原倭马亚王族遭到大规模清洗。王子阿卜杜勒·拉赫曼一世是少数幸存者之一，他在北非流亡六年，期间避开阿拔斯特工的追捕。最终，他穿越地中海，抵达混乱中的安达卢斯，试图重建倭马亚的权威。他联合当地的亲倭马亚势力，并在激烈的权力斗争中战胜了安达卢斯地区割据的穆斯林首领们。
公元756年，阿卜杜勒·拉赫曼宣布建立科尔多瓦酋长国，自任埃米尔，实际上脱离了阿拔斯哈里发的控制，建立了一个事实上的独立政权。然而，尽管他在名义上统一了全境，但安达卢斯内部依然割据严重，部族冲突频发，因此他花费了近三十年的时间，才真正完成对安达卢斯大部地区的统一和中央集权的初步建立。

### 阿方索三世

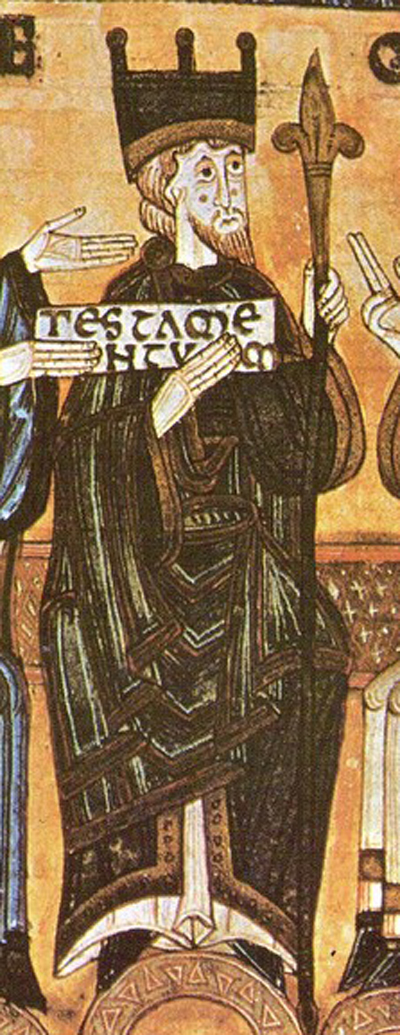
奥维耶多主教座堂的阿方索三世肖像

阿方索三世（Alfonso III，848–910年）是阿斯图里亚斯王国的晚期君主，也是中世纪早期伊比利亚基督教势力从地方割据向中央集权王国过渡的关键人物。他的44年统治（866–910年）正值科尔多瓦埃米尔国内部分裂与基督教势力复兴的交汇期。阿方索三世通过各种方式巩固了阿斯图里亚斯王国的疆域，并奠定了莱昂王国的霸权基础，连接了西哥特遗产与中世纪盛期的基督教王国。
阿方索三世的统治始于一场内部危机。继位之初，加利西亚伯爵弗鲁埃拉发动叛乱，迫使他短暂流亡卡斯蒂利亚。然而数月后弗鲁埃拉遇刺，阿方索重返奥维耶多，迅速稳固了王位。此后，他接连镇压了867年的巴斯克起义与后期的加利西亚叛乱，于868年攻占波尔图，878年夺取科英布拉，将王国西南边界推进至蒙德戈河。这些行动为葡萄牙的独立埋下伏笔。
阿方索三世深谙政治联姻的战略价值。约869年，他与潘普洛纳王国（今纳瓦拉）结盟，迎娶其王族希梅娜，并将妹妹莱奥德贡迪亚（Leodegundia）嫁入潘普洛纳宫廷。其子奥多尼奥（Ordoño）被送往萨拉戈萨接受教育。
在军事上，阿方索三世直面后倭马亚王朝的挑战。875年至883年间，科尔多瓦埃米尔穆罕默德一世之子阿尔-蒙迪尔多次北侵，但阿方索凭借灵活战术屡次取胜。878年的波尔沃拉里亚战役（Battle of Polvoraria）中，他截击并击溃穆斯林军队，迫使科尔多瓦签订三年停战协议——这是穆斯林势力首次向基督教王国求和。884年，双方因各自内忧签署全面和平协议，为阿斯图里亚斯赢得了宝贵的喘息期。阿方索三世还利用科尔多瓦内乱，联合反叛的梅里达领主伊本·马尔万（Abd al-Rahman ibn Marwan），在瓜迪亚纳河畔的奥克西费尔山（Mount Oxifer）大败科尔多瓦军队，进一步巩固了西部边疆。
阿方索三世还注重王国内部的意识形态整合。他下令编撰《阿尔贝达编年史》（Chronicle of Albeda）等三部史书，系统构建“阿斯图里亚斯王国乃西哥特正统继承者”的合法性叙事，将基督教抵抗运动与西哥特遗产直接挂钩，为后来的莱昂王国及卡斯蒂利亚提供了法理基础。

910年，阿方索三世去世时的伊比利亚

然而，阿方索晚年的王国的潜在巨大裂痕。其子加西亚（García）、奥多尼奥（Ordoño）等人在权臣煽动下密谋篡位。910年阿方索三世在萨莫拉去世后，王国被三分：加西亚统治莱昂，奥多尼奥掌控加利西亚，弗鲁埃拉（Fruela）管辖阿斯图里亚斯。尽管加西亚无嗣而终后领土短暂统一，但随后的继承动荡使王国陷入长达一个世纪的内耗，最终演变为莱昂、卡斯蒂利亚与纳瓦拉的分立格局。其孙拉米罗二世（Ramiro II）延续了对穆斯林的攻势，而曾孙费尔南多·冈萨雷斯（Fernán González）则成为卡斯蒂利亚独立的奠基者。他死后，阿斯图里亚斯王国逐渐被莱昂王国的头衔所替代。

### 科尔多瓦哈里发国

公元1000年的科尔多瓦哈里发国

科尔多瓦哈里发国（929–1031）是后倭马亚王朝（Umayyads of Al-Andalus）鼎盛时期的政治形态，由阿卜杜-拉赫曼三世（Abd al-Rahman III）在929年正式称“哈里发”，摆脱东方阿拔斯哈里发的名义统治，建立独立的哈里发权威。这一政体在伊比利亚穆斯林史上具有划时代意义，使科尔多瓦成为伊斯兰世界的文化、政治与宗教中心之一。
在阿卜杜-拉赫曼三世与其子哈卡姆二世（al-Hakam II）统治下，科尔多瓦达到巅峰。国家统一，边疆稳固，城市如科尔多瓦、塞维利亚、托莱多等繁荣异常，成为伊比利亚最发达的地区。宫廷赞助学术、翻译与哲学，使科尔多瓦成为伊斯兰—基督教知识交流的枢纽。
军事上，哈里发国以名将曼苏尔（Al-Mansur Ibn Abi Aamir）为代表，展开对北方基督教王国的大规模袭击，包括焚毁圣地亚哥—德孔波斯特拉的教堂。但这种依赖军阀维持权力的模式也埋下了崩溃隐患。
哈里发国在曼苏尔死后迅速衰落。1020年代起，宫廷陷入内讧与军队政变，1031年哈里发位正式被废，国家分裂为二十多个泰法王国，进入“泰法时期”。这一时期穆斯林世界政治碎片化，为基督教王国的持续进攻提供了战略机遇。

### 桑乔三世

公元1000年的伊比利亚

## 中世纪盛期

### 泰法时代

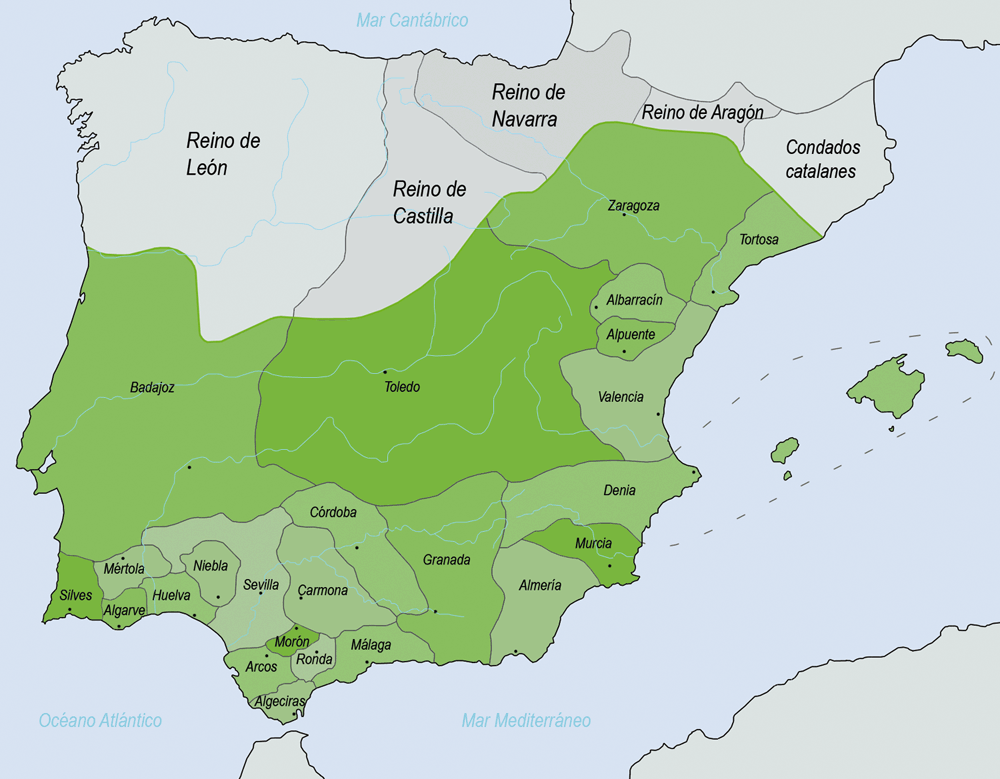
1031年泰法诸国

1031年科尔多瓦哈里发国解体后，伊比利亚半岛出现的33个穆斯林割据政权，称作泰法（阿拉伯语：طائفة，意为“派系”）。其根源可追溯至倭马亚王朝晚期的行政划分与族群矛盾：阿拉伯贵族、北非柏柏尔军事集团、本土改宗穆斯林（穆拉迪人）及东欧奴隶出身的新贵（萨卡里巴人）间的权力斗争，最终导致中央集权崩溃。边境重镇凭借长期自治传统率先独立，如萨拉戈萨泰法（统治家族世代掌管边疆），而内陆城邦则陷入混战。至1030年代末，弱小泰法多被兼并，形成塞维利亚、托莱多、巴达霍斯与萨拉戈萨四大主导势力，其中塞维利亚阿巴德王朝通过军事扩张与联姻逐步成为半岛伊斯兰势力核心。

1030年的伊比利亚

泰法诸国的分裂格局为北方基督教王国提供了战略机遇。11世纪后期，卡斯蒂利亚、莱昂等基督教政权趁穆斯林内乱开始系统性收复失地运动。泰法君主为自保，常采取“以贡换和”策略：向基督教王国缴纳巨额黄金（如著名的“帕里亚贡金”）换取停战，甚至联合基督徒攻打其他泰法。这种短视政策短期暂缓了外部危机，却加速了自身的财政枯竭与政治依附。与此同时，塞维利亚等大泰法频繁向北非求援，先后引入穆拉比特（11世纪末）与穆瓦希德王朝（12世纪中）军事干预，最终导致泰法体系被北非帝国吞并。

### 卡斯蒂利亚王国

1037年的伊比利亚

### 阿拉贡王国
阿拉贡王国是中世纪盛期伊比利亚半岛东部的重要基督教政权，其起源可追溯至9世纪法兰克人驱逐阿拉伯势力后建立的阿拉贡伯爵领。925年，该领地并入纳瓦拉王国，成为其东部边疆。11世纪起，随着桑乔三世诸子分地，阿拉贡逐渐崛起为独立王国，并在军事扩张中奠定了西班牙东北部的霸权基础。

早期的阿拉贡王国

9世纪，法兰克王国为抵御伊斯兰势力北上，在比利牛斯山南麓设立阿拉贡伯爵领。925年，阿拉贡被纳入纳瓦拉王国版图，成为基督教对抗穆斯林的战略前哨。1035年，纳瓦拉国王桑乔三世逝世，其领土被诸子瓜分：嫡长子加西亚·桑切斯三世继承纳瓦拉王位，次子斐迪南一世获得卡斯蒂利亚，而私生子拉米罗·桑切斯（即拉米罗一世）分得阿拉贡伯爵领。尽管出身卑微，拉米罗一世通过政治联姻与军事扩张，开启了阿拉贡的独立之路。
拉米罗一世虽名义上臣属于纳瓦拉，却积极谋求自治。他迎娶比戈尔伯爵之女弗瓦的格尔贝格，巩固与比利牛斯山北基督教贵族的联盟。为扩张领土，他介入纳瓦拉内政，支持图德拉的摩尔埃米尔对抗弟弟加西亚三世，并于1043年夺取桑格萨。同年，他吞并幼弟冈萨罗的索布拉贝与里瓦哥萨伯国，将阿拉贡的疆域向东扩展至韦斯卡平原。
拉米罗一世以哈卡为都城，颁布《哈卡宪章》，赋予市民法律特权，吸引移民并推动城市化。至其统治末期，阿拉贡已形成独立治理体系。1063年，拉米罗一世在围攻穆斯林要塞格劳斯时阵亡，其子桑乔·拉米雷斯继位。

### 熙德

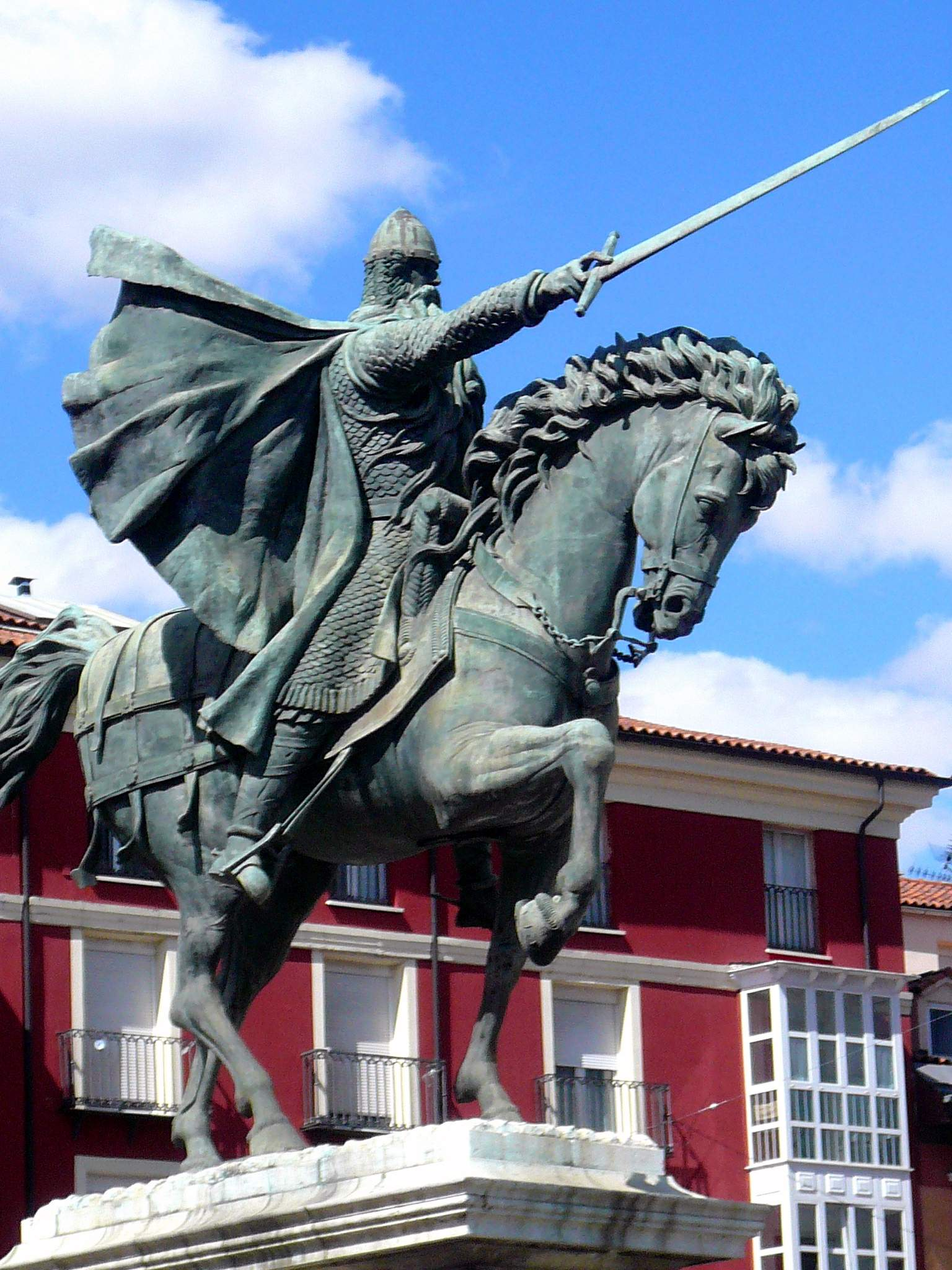
熙德在布尔戈斯的雕像

罗德里戈·迪亚兹·德·维瓦尔（Rodrigo Díaz de Vivar，约1043—1099年），被摩尔人尊称为“熙德”（阿拉伯语“主人”），西班牙人则称其为“坎佩亚多尔”（El Campeador，意为“斗士”）。他是中世纪伊比利亚半岛最富传奇色彩的军事统帅，既是基督教收复失地运动的象征，也是跨越宗教界限的文化偶像。其一生交织着忠诚与背叛、荣耀与流放，最终在巴伦西亚的征服中达到巅峰，成为西班牙民族精神的符号。
熙德生于卡斯蒂利亚，出身低级贵族家庭。少年时，他进入斐迪南一世之子桑乔二世的宫廷，展现出非凡的军事天赋。1066年桑乔二世继位后，任命年仅23岁的罗德里戈为军队统帅。这一时期，他参与了对穆斯林泰法城邦的多次战役，积累了实战经验与声望。然而，1072年的萨莫拉围城战成为其命运的转折点——桑乔二世在攻城时离奇死亡，其弟阿方索六世继位。熙德虽迅速转投新王麾下，并因迎娶阿方索的堂妹希梅娜（Jimena）跻身权贵。
1081年，熙德因擅自率军进入受莱昂保护的托莱多泰法，触怒阿方索六世，遭永久流放。此后的十年间，他化身“自由骑士”，游走于基督教与穆斯林势力之间。他曾为萨拉戈萨泰法效力，协助其对抗阿拉贡与纳瓦拉联军，甚至击败基督教国王。这一阶段，熙德展现出灵活的外交策略：他既以雇佣军身份为穆斯林君主作战，又通过战利品和赎金积累财富，逐渐组建起一支忠诚的私人军队。其军事才能与实用主义，使他成为半岛各方势力竞相拉拢的对象。
到达萨拉戈萨后，熙德以萨拉戈萨泰法埃米尔的授意进入巴伦西亚，成为埃米尔优素福·穆塔曼·伊本·苏莱曼的军事保护者。双方签订契约，规定巴伦西亚需每周支付熙德4000马拉维迪银币（11世纪伊比利亚通用货币），并要求周边城堡效忠埃米尔，缴纳与前任统治者等额的保护费。
1089年，阿方索六世表面上“收留”熙德，赐予其城堡并承认其作为独立封臣的地位，实则试图削弱其影响力。当熙德北上作战时，阿方索趁机围攻巴伦西亚。得知消息后，熙德以牙还牙，率军突袭阿方索的领土纳赫拉（Najera）、卡拉奥拉（Calahorra）和洛格罗尼奥（Logroño），焚烧城镇、劫掠财富，迫使阿方索撤军回防。然而，熙德返回巴伦西亚时，发现城门紧闭——一场长达九个月的残酷围城就此展开。
1094年6月，熙德率军攻陷巴伦西亚，终结了长达一年的围城。收复巴伦西亚后，熙德将妻女从圣佩德罗德卡德尼亚修道院接来，自封为“巴伦西亚国王”，确立了对周边小国的宗主权。阿拉贡-潘普洛纳国王佩德罗一世主动请求结盟。熙德自立为巴伦西亚统治者，名义上向阿方索六世效忠，实则享有高度自治权。为巩固统治，他推行宗教宽容政策：保留穆斯林法官（卡迪）管理民事，允许犹太社区自治，同时重建基督教教堂。此举使巴伦西亚成为多元文化共存的典范。面对穆拉比特王朝的多次反扑，熙德凭借坚固城防与游击战术成功守城，直至1099年病逝。
熙德死后，其事迹迅速被神话化。约1140年，匿名诗人创作史诗《熙德之歌》（Cantar de Mio Cid），将他塑造成忠诚、勇敢与智慧的化身。这部作品不仅是西班牙文学的奠基之作，更重构了历史记忆：史诗中的熙德始终忠于阿方索六世，淡化其佣兵经历，强调基督教圣战色彩。17世纪，法国剧作家高乃依的悲剧《熙德》进一步将其升华为荣誉与爱情的矛盾体，引发全欧共鸣。19世纪民族主义兴起后，熙德被奉为西班牙统一的精神图腾，其雕像与命名地标遍布全国。

### 阿拉贡的阿方索一世和乌拉卡

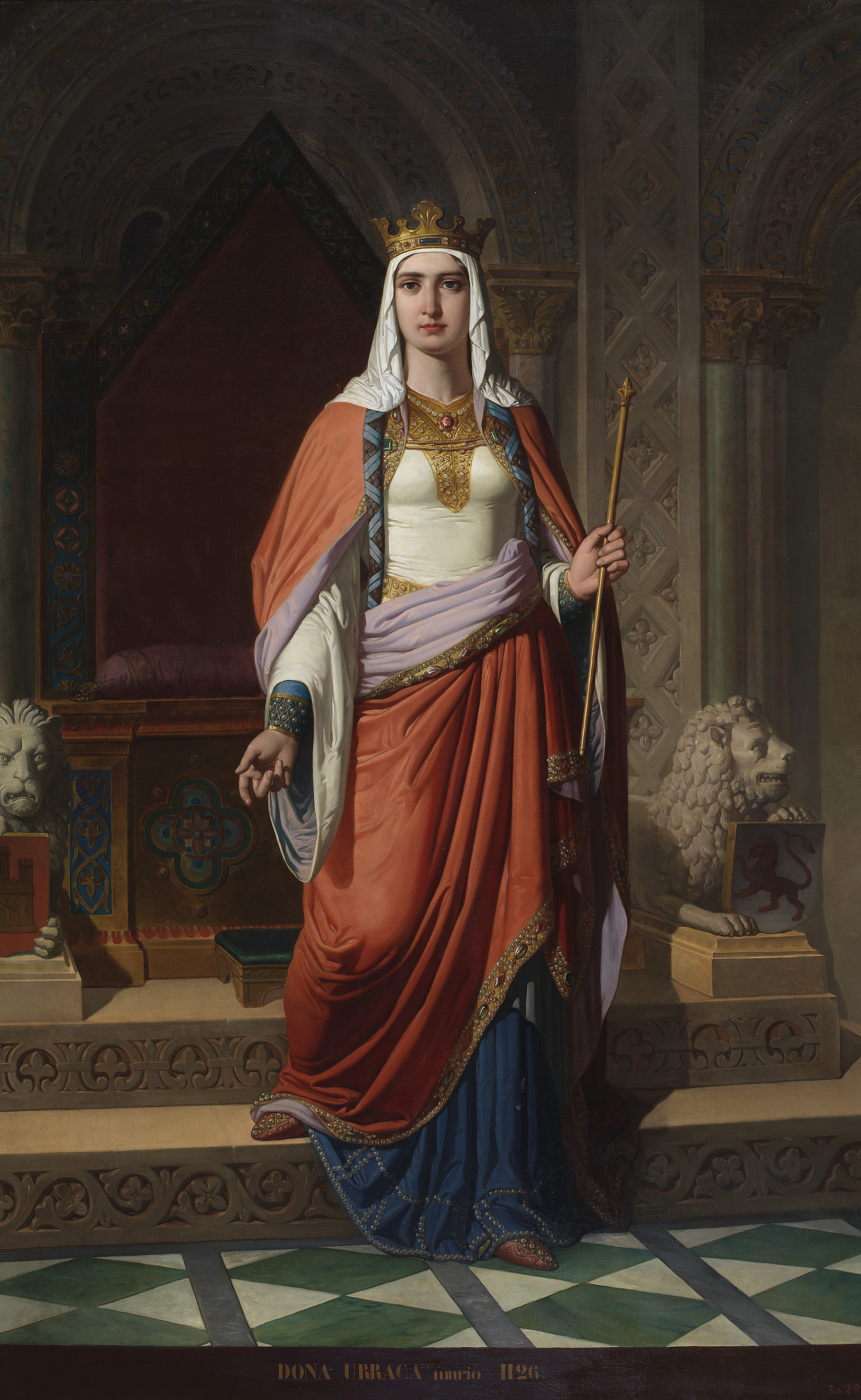
女王乌拉卡

十二世纪初的阿拉贡国王阿方索一世（1104—1134年在位），又称“威武者”（Batailleur），与其妻乌拉卡一世（Urraca I de León, 1079—1126年）的复杂关系使得十二世纪前期的伊比利亚政局错综复杂。乌拉卡作为莱昂、卡斯蒂利亚与加利西亚女王，自诩“全西班牙女皇帝”，而阿方索则以军事扩张著称，两人的关系先后经历了结合与决裂，最终没能使得卡斯蒂利亚和阿拉贡提前统一。
1107年，乌拉卡在其首任丈夫勃艮第的雷蒙去世后，为巩固基督教王国联盟并促成卡斯蒂利亚和阿拉贡的联合，于1109年与阿拉贡国王阿方索一世联姻。此前，乌拉卡因父亲阿方索六世独子桑乔战死于对抗穆拉比特王朝的战役（1108年），成为莱昂-卡斯蒂利亚的唯一继承人。两人共同继承王国后，这段婚姻却迅速陷入危机：乌拉卡的同父异母妹妹特蕾莎与丈夫葡萄牙伯爵亨利在加利西亚策动叛乱，加剧了夫妻间的对立。

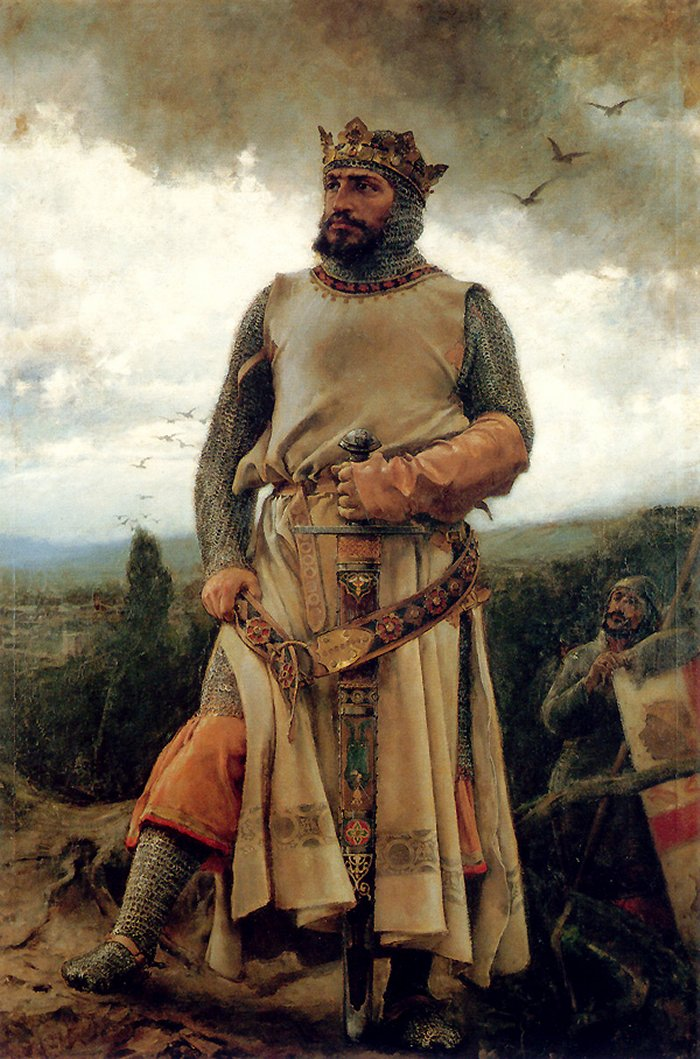
阿拉贡的阿方索一世

阿方索一世在婚姻期间持续推行军事扩张，1118年攻陷萨拉戈萨泰法，但乌拉卡对其高压统治极为不满。1110年，她以“虐待”为由诉请教皇宣布婚姻无效，虽未获阿方索承认，双方仍于1112年达成停战协议。至此，阿拉贡控制卡斯蒂利亚大部，乌拉卡则收回阿斯图里亚斯、莱昂与加利西亚，而特蕾莎夫妇占据萨莫拉及埃斯特雷马杜拉。
阿方索一世在婚姻破裂后，将重心转向全面征服伊斯兰政权。凭借比利牛斯山以北的十字军势力（如贝阿恩的加斯东子爵）支持，他于1118年攻陷萨拉戈萨，随后横扫图德拉、塔拉索纳等要塞。1120年，面对穆拉比特王朝的反扑，他在库丹达战役中以少胜多，并联合阿基坦公爵威廉九世夺取卡拉泰乌德与达罗卡，彻底吞并萨拉戈萨泰法。
乌拉卡则致力于收复失地与对抗穆斯林势力。尽管与阿方索的武装冲突消耗了部分资源，她仍通过外交斡旋巩固王权，并试图削弱阿拉贡对卡斯蒂利亚的渗透。1126年乌拉卡逝世后，其子阿方索七世继位，阿方索一世放弃对莱昂-卡斯蒂利亚的王位主张，转而专注于阿拉贡的领土整合。

### 阿拉贡联合王国
1134年，阿拉贡国王阿方索一世去世且无嗣，其弟拉米罗二世（Ramiro II）被迫放弃修道院生活继位。为解决继承危机，拉米罗二世于1135年与阿基坦公爵威廉九世之女阿格尼丝（Agnes）结婚，1136年诞下独女佩德罗尼拉（Petronila）。为避免阿拉贡被卡斯蒂利亚吞并，拉米罗二世迅速展开外交博弈：1137年8月11日，仅1岁的佩德罗尼拉与23岁的巴塞罗那伯爵拉蒙·贝伦格尔四世（Ramón Berenguer IV）订婚，以换取后者对抗卡斯蒂利亚国王阿方索七世（Alfonso VII）的军事支持。同年11月13日，拉米罗二世宣布退隐修道院，将王权移交女婿，拉蒙·贝伦格尔四世获得“阿拉贡亲王”头衔及军队统帅权，实际统治阿拉贡。
1137年，拉米罗二世与拉蒙·贝伦格尔四世达成共识：
1. 拉蒙与佩德罗尼拉的后代将共治阿拉贡与巴塞罗那伯国，即使佩德罗尼拉早逝，拉蒙的继承人仍继承阿拉贡王位；
2. 两国保留各自法律、制度与自治权，形成共主邦联（Dynastic Union），而非领土合并；
3. 阿拉贡获得巴塞罗那的海港资源，打破内陆封闭；巴塞罗那则借阿拉贡王室提升政治地位，抗衡卡斯蒂利亚[22]。

阿拉贡联合王国最大疆域

1150年8月，14岁的佩德罗尼拉与拉蒙·贝伦格尔四世在莱里达正式完婚。1152年佩德罗尼拉怀孕时立下遗嘱，明确将王国遗赠丈夫，强化其统治合法性。拉蒙以“巴塞罗那伯爵兼阿拉贡亲王”头衔治理两国，虽未称王，但实际掌控军政大权。1156–1157年其出巡普罗旺斯期间，佩德罗尼拉驻守巴塞罗那，频繁往返圣佩德罗-德比拉马霍尔（Sant Pere de Vilamajor）与圣塞洛尼（Sant Celoni）处理政务，展现共治模式的实际运作。

1150年的伊比利亚

拉蒙·贝伦格尔四世凭借家族资源与外交手腕，成功使阿拉贡摆脱卡斯蒂利亚的控制：其妹贝伦加丽亚（Berenguela）作为卡斯蒂利亚国王阿方索七世之妻，利用影响力斡旋，助阿拉贡收回对卡斯蒂利亚的承诺领土。至1162年拉蒙去世时，其子阿方索二世（Alfonso II）继承两国，正式确立阿拉贡-加泰罗尼亚联合王国（Corona de Aragón）。
由于巴塞罗那伯国入主阿拉贡，因此开启了阿拉贡王国的巴塞罗那王朝。

### 葡萄牙独立

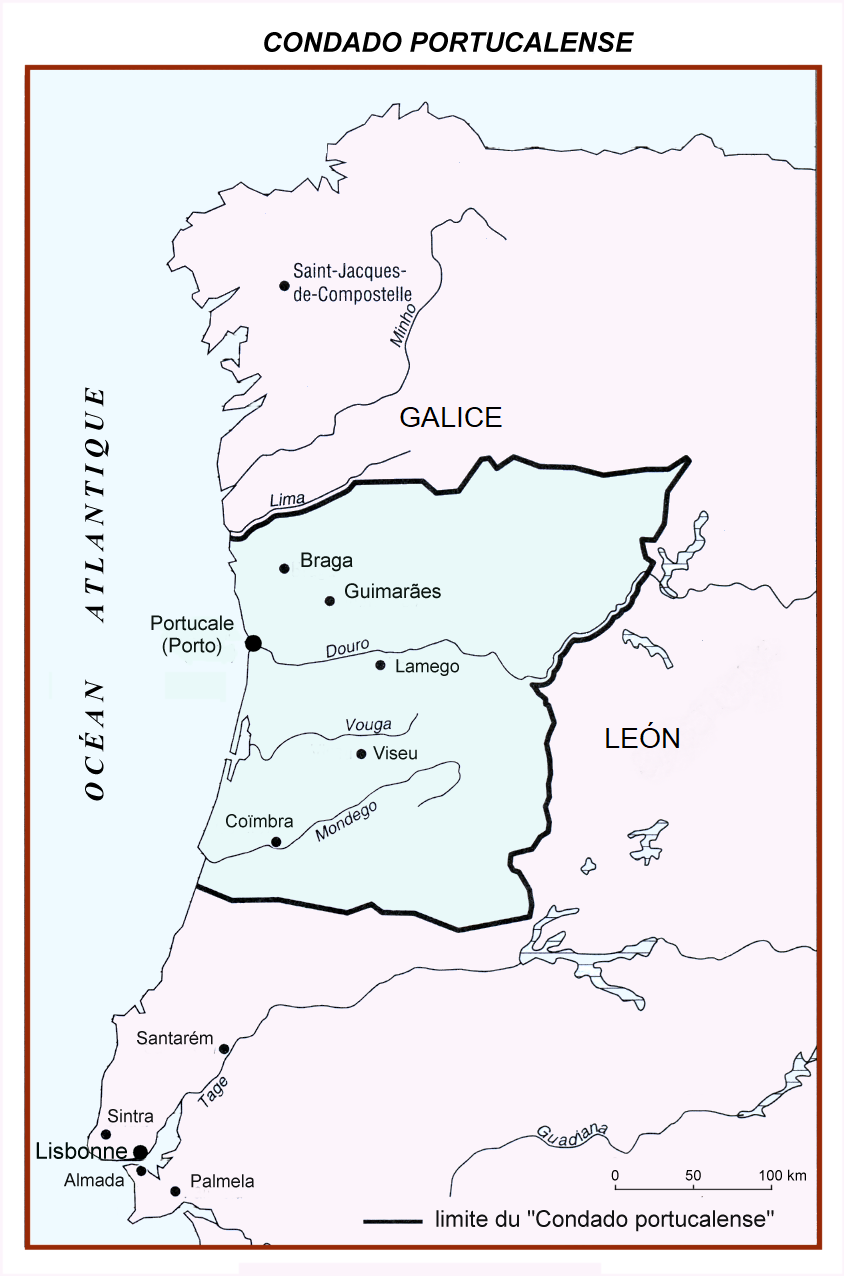
葡萄牙伯国

阿方索·恩里克斯（Afonso Henriques，约1109—1185年）被尊为葡萄牙开国君主。其父为法国勃艮第贵族亨利伯爵（勃艮第公爵罗贝尔一世之孙），因与卡斯蒂利亚-莱昂国王阿方索六世的私生女特蕾莎（Teresa de Leão）联姻，获封葡萄牙伯爵，领有蒙德戈河与杜罗河之间的土地。1112年亨利去世后，年幼的阿方索继承葡萄牙伯爵头衔，由其母特蕾莎摄政。特蕾莎与加利西亚贵族费尔南多·佩雷斯（Fernão Peres de Trava）的密切关系引发政治危机，她试图为情人谋权，削弱阿方索的继承地位。1128年，成年的阿方索击败特蕾莎与佩雷斯的联军，迫使其流亡，确立了对领地的绝对统治。

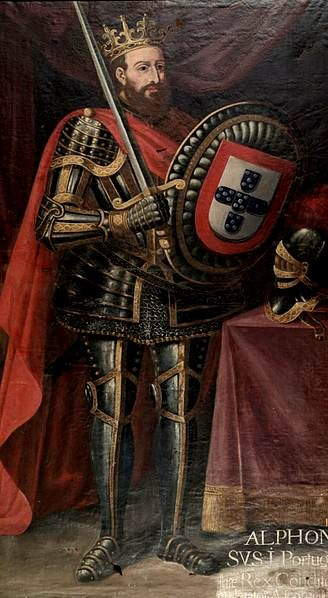
葡萄牙国父阿方索一世

阿方索一世在地方贵族、教会及军事骑士团的支持下，开始挑战莱昂的宗主权。1129年，他击败表兄卡斯蒂利亚-莱昂国王阿方索七世（特蕾莎的盟友），自封“葡萄牙亲王”，开启独立进程。经过十年军事对抗与外交博弈，1139年7月26日，阿方索在奥里基战役中重创摩尔人军队，随即宣布葡萄牙脱离莱昂独立，加冕为国王。1143年，阿方索七世迫于形势承认其王位，但教廷迟至1179年方由教皇亚历山大三世正式授予王权。
阿方索一世将军事重心转向南方伊斯兰政权。1147年，其军队攻占圣塔伦（Santarem），同年借第二次十字军东征之机，发动里斯本围攻，联合诺曼、佛兰德斯与莱茵兰十字军围攻里斯本。经过四个月围城，里斯本于10月陷落，成为葡萄牙首都。此后，阿方索持续南扩至阿连特茹地区，确立蒙德戈河至塔霍河之间的疆域。其统治为葡萄牙的独立国家认同奠定基础，他开创了葡萄牙的勃艮第王朝，被后世誉为“建国者”（O Conquistador）。

### 卡斯蒂利亚-莱昂联合

卡斯蒂利亚联合王国的扩张

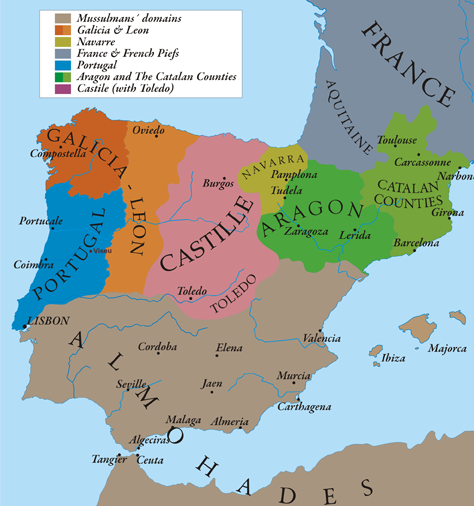
1210年的伊比利亚

1217年，卡斯蒂利亚王国陷入一场继承危机——年仅13岁的小国王恩里克一世意外身亡。由于恩里克无嗣，其姐贝伦加利亚（费尔南多三世之母）宣布继位，成为中世纪西班牙罕见的女性君主之一。然而面对贵族集团的质疑与阿拉贡的虎视眈眈，这位睿智的摄政太后果断逊位，将王冠交予18岁的长子费尔南多三世。
正当费尔南多三世在卡斯蒂利亚站稳脚跟时，莱昂王国亦陷入权力危机。1230年9月24日，费尔南多三世之父阿方索九世病逝于萨里亚，他临终前却试图通过遗嘱将王位传给与前妻所生的女儿桑查与杜尔塞，试图阻挠费尔南多继承莱昂王位。然而费尔南多凭借母系家族（勃艮第王朝）的军事支持，以迅雷之势接管托莱多要塞，迫使两位异母姐妹放弃继承权。
1231年8月，费尔南多三世在莱昂大教堂加冕，正式宣布卡斯蒂利亚与莱昂王国的永久合并。自此，卡斯蒂利亚与莱昂的王冠永久合一，终结了自1157年阿方索七世去世后持续近百年的双王冠分立传统。莱昂王国和卡斯蒂利亚王国从此合并为卡斯蒂利亚-莱昂联合王国，通常简称卡斯蒂利亚联合王国。从此卡斯蒂利亚和莱昂的王冠归属一君，不再分割。

### 海梅一世的征服

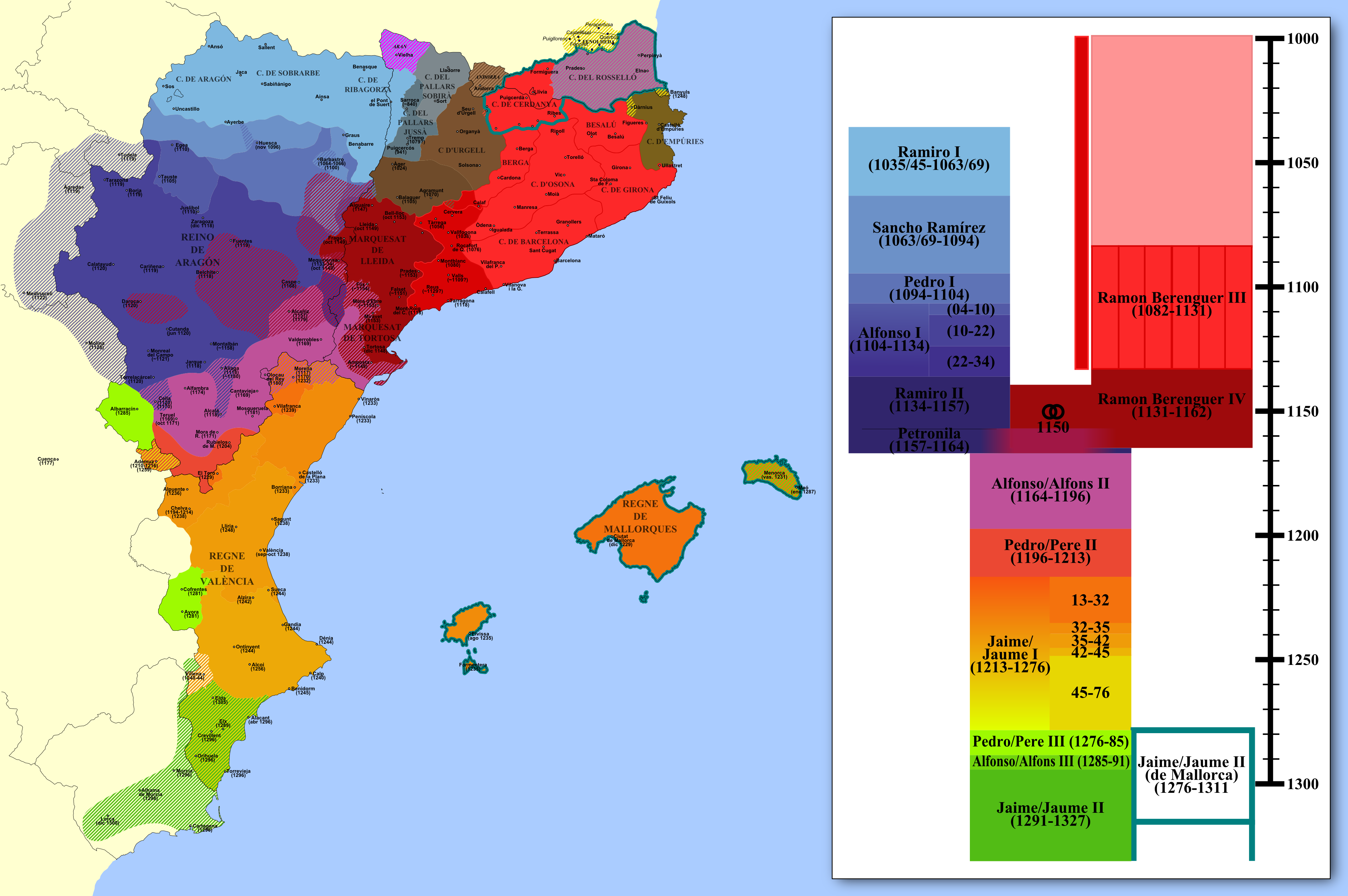
阿拉贡联合王国的领土扩张，橙色和黄色为海梅一世扩张的领土

1213年，海梅一世继位成为阿拉贡国王，他在位期间征服了大量安达卢西亚的穆斯林领土，并随之向地中海扩张，获得了巴利阿里群岛，并建立了马略卡王国。他还和法王路易九世签订了关于法阿两国边界问题的《科尔贝条约》，被视作阿拉贡王国最强大的君主之一，他还是中世纪伊比利亚在位时间最长的君主。

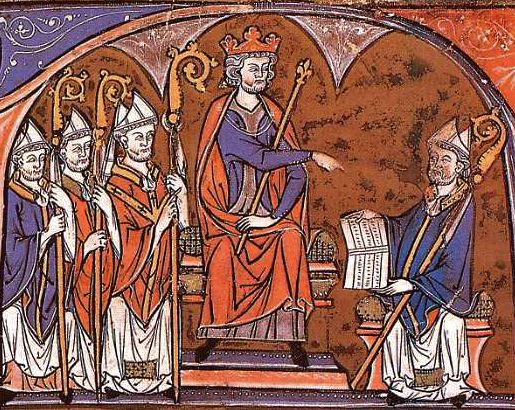
海梅一世的画像

1230至1232年，纳瓦拉国王桑乔七世（Sancho VII）因无直系子嗣，请求海梅支持其对抗侄子香槟伯爵特奥巴尔多四世（Theobald IV）。双方达成协议：桑乔去世后由海梅继承纳瓦拉。然而1234年桑乔驾崩后，纳瓦拉贵族拥立特奥巴尔多，海梅虽提出异议，但在教皇格里高利九世（Gregory IX）调停下最终妥协。此事件促使海梅放弃跨比利牛斯山构建“大阿拉贡”的构想，转而专注向南方扩张。
1229年9月5日，海梅集结阿拉贡-加泰罗尼亚联军（155艘战舰、1,500骑兵、15,000步兵），自塔拉戈纳（Tarragona）启航，剑指马略卡岛。尽管阿拉贡骑士因封建义务参战，但此役本质为加泰罗尼亚所主导的军事行动，加泰移民亦构成日后群岛人口主体。12月31日攻陷马略卡后，梅诺卡（1232年）与伊维萨（1235年）相继归附。
经长期围攻，瓦伦西亚于1238年9月28日投降。此役中，加泰贵族贝尔纳特·吉列姆·德·恩滕萨（Bernat Guillem I d'Entença）战死。随即瓦伦西亚王国建立，海梅将阿拉贡领土向南推进至地中海沿岸。
为协助女婿卡斯蒂利亚国王阿方索十世（Alfonso X），海梅介入了穆尔西亚的摩尔人战争。1244年3月26日，双方签署《阿尔米兹拉条约》（Treaty of Almizra），划定扩张势力范围：比亚尔（Biar）至比利亚霍约萨（Villajoyosa）一线以南归卡斯蒂利亚，以北属阿拉贡。
为集中资源南征，海梅于1258年5月与法王路易九世（Louis IX）签署《科贝尔条约》（Treaty of Corbeil），放弃对法国南部（含图卢兹、卡尔卡松）的历史宣称，换取法王承认加泰罗尼亚（含巴塞罗那伯国）主权独立。此条约标志阿拉贡战略重心彻底转向地中海。
经过海梅的征服，阿拉贡王国的疆域基本成型，为后来阿拉贡在西地中海的扩张奠定了重要基础。

### 托洛萨战役

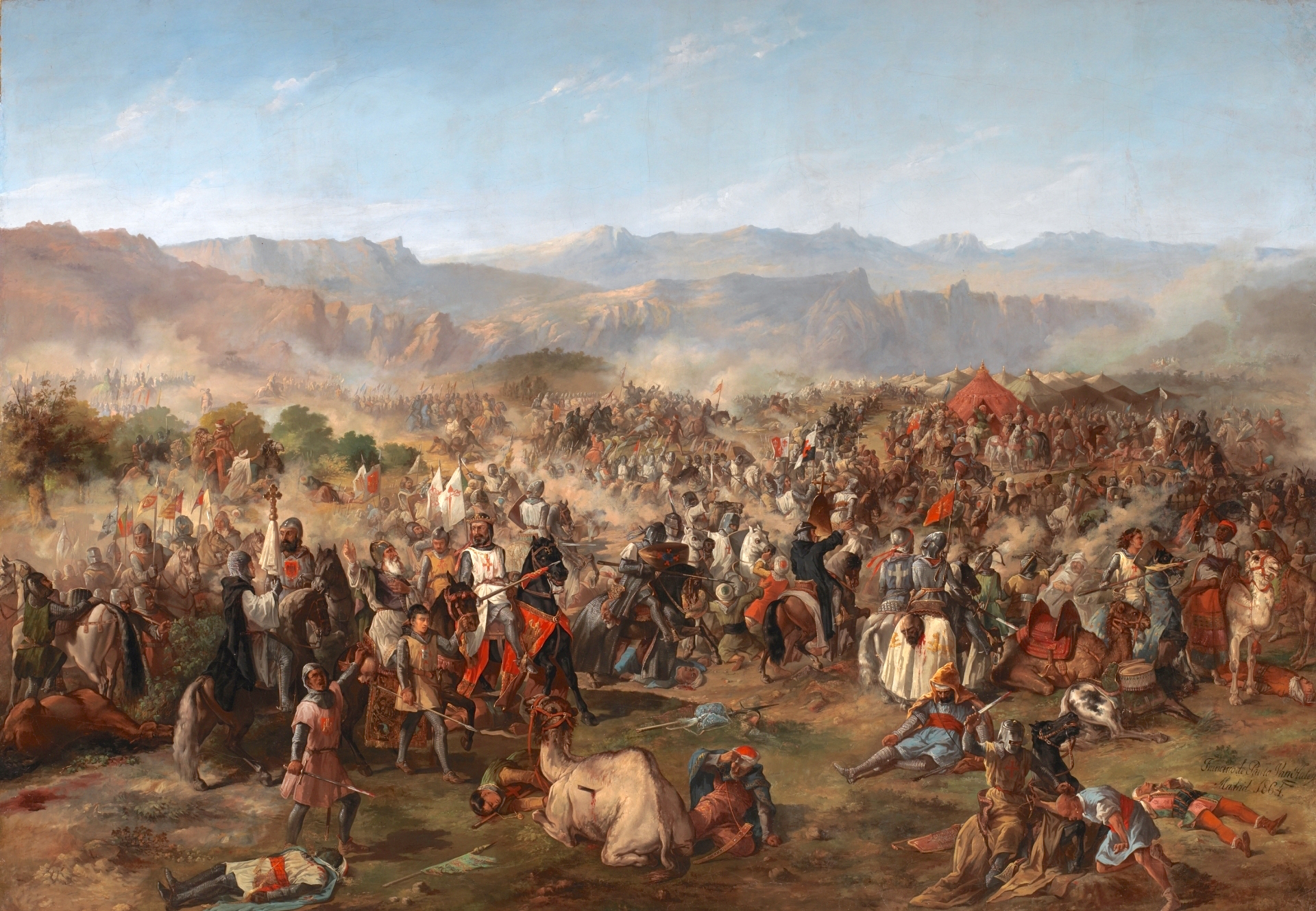
一张托洛萨会战的画作

1195年7月9日，卡斯蒂利亚国王阿方索八世在阿尔科斯战役中惨败于穆瓦希德王朝，基督教势力遭遇重挫。穆斯林军队随后攻占特鲁希略、普拉森西亚、托莱多等战略要地，并于1211年由哈里发穆罕默德·纳西尔率军跨海北征，夺取卡拉特拉瓦骑士团要塞萨尔瓦蒂拉。面对空前威胁，教皇英诺森三世强力斡旋，促成卡斯蒂利亚、阿拉贡、纳瓦拉与葡萄牙组成联军，并吸引大量法国志愿军参战。基督教诸国暂弃前嫌，共同应对存亡危机。
1212年7月，阿方索八世在牧羊人马丁·阿哈拉引导下，率联军穿越莫雷纳山险要的德斯佩尼亚佩罗斯山口，突袭穆斯林大营。哈里发穆罕默德·纳西尔以铁链锁住奴隶护卫构筑防线，却遭纳瓦拉国王桑乔七世率精锐突破。穆斯林军队溃败，伤亡惨重，哈里发仅以身免，其营帐与军旗被缴获献予教皇。此役中，基督教联军仅损失2000余人，而穆斯林主力尽丧，包括圣地亚哥骑士团团长佩德罗·阿里亚斯等多名高层战死。
托洛萨战役是收复失地运动的最大转折点，战后安达卢西亚伊斯兰势力迅速衰亡。穆瓦希德王朝因战败加速解体，哈里发次年死于马拉喀什。卡斯蒂利亚随即夺取拜萨与乌韦达，驱赶数万穆斯林，处决或奴役超6万人（据阿方索八世信件），打开南进安达卢西亚的门户。阿方索八世之孙费尔南多三世于1236–1248年连克科尔多瓦、塞维利亚、加的斯等重镇，奠定卡斯蒂利亚南方霸权；阿拉贡国王海梅一世同期征服巴利阿里群岛（1232年）与瓦伦西亚（1238年），确立地中海霸权。
1269年，马林王朝取代穆瓦希德统治马格里布，但在1340年萨拉多河战役中被卡斯蒂利亚-葡萄牙联军击溃，彻底终结穆斯林对伊比利亚的军事威胁。

## 中世纪晚期

### 阿拉贡在地中海

#### 西西里晚祷和阿拉贡十字军

1154年的西西里王国

霍亨斯陶芬王朝的神圣罗马皇帝亨利六世通过和西西里的科斯坦察一世联姻，成功让施陶芬家族获得了西西里的王位。
其子腓特烈二世想要构建一个德意志–意大利–西西里的三元帝国。这种野心不仅把教宗势力范围的西西里纳入了神圣罗马帝国的统治，还把教宗国夹在北意大利和西西里的帝国领地之间，这对教宗来说是绝对不可接受的。于是，在腓特烈死后，其私生子曼弗雷迪继位成西西里国王。教宗乌尔班四世随即和法王路易八世之子安茹的查理结盟，并支持其获得西西里王位。查理在贝内文托战役击败曼弗雷迪之后，又处死了霍亨斯陶芬末代君主康拉丁，随后获得了西西里的王位。

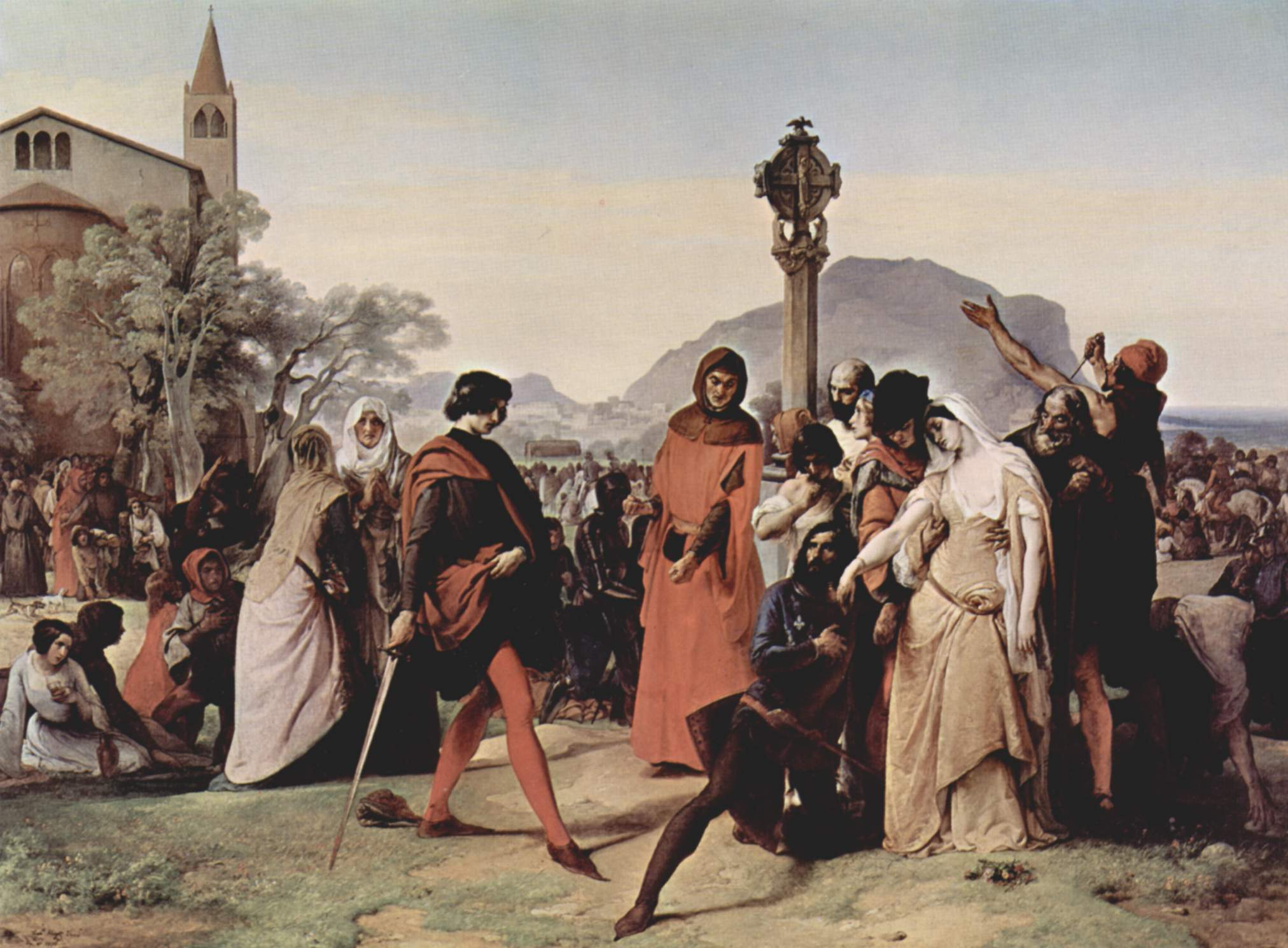
弗朗西斯科·哈耶兹笔下的西西里晚祷(1846)

然而，查理将他的首都从巴勒莫迁到那不勒斯后，大量任用法国官员，从而导致了西西里人的不满，加之他在西西里的专断统治，最终在1282年西西里人在晚祷时发动了反对查理的起义，史称“西西里晚祷”。在此后的六个星期里，西西里岛上数以千计的法籍居民被屠杀。由于海梅一世之子佩德罗三世和曼弗雷迪之女科斯坦察二世结婚，因此获得了西西里王位的宣称权。于是，西西里人邀请佩德罗成为西西里的国王，佩德罗三世成为了西西里国王佩德罗一世。从此西西里王国被分为西西里和那不勒斯两部分，直到两西西里王国时期才统一。
但是法兰西籍教宗马丁四世只承认查理为西西里和那不勒斯的国王，于是查理乘机向佩德罗三世提出在波尔多决斗的挑战，佩德罗三世准时到达了决斗地点，而查理却缺席不到，佩德罗三世自然赢得了胜利。教皇马丁四世将佩德罗三世开除教籍，并废黜他的王位，解除臣民对他的效忠宣誓。马丁四世还将阿拉贡的王位交给了法兰西腓力三世的次子瓦卢瓦的查理。

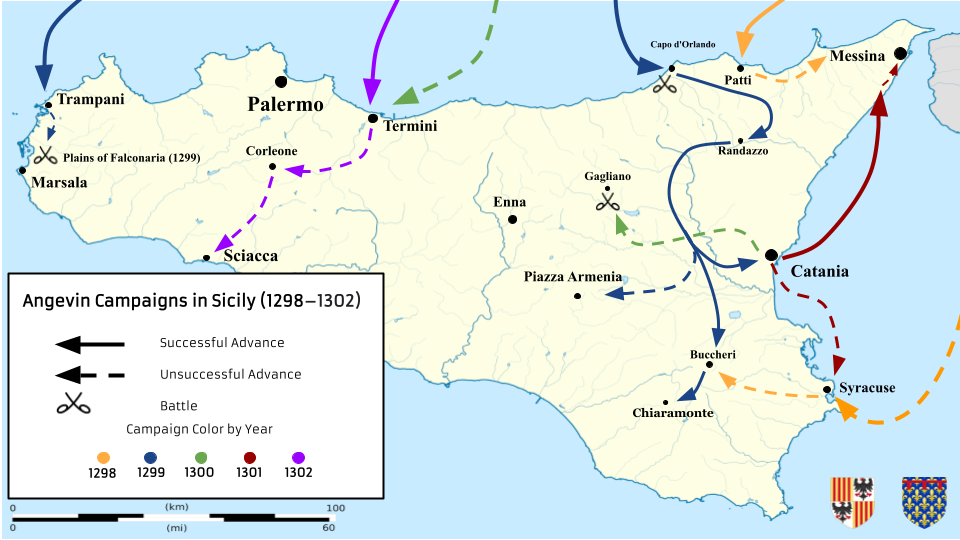
安茹西西里家族在西西里岛的军事行动

1284年，腓力三世在教宗的劝诱下发动了阿拉贡十字军，并率领大军进入鲁西永，企图从阿拉贡王室手中夺取这个地区，然而因痢疾暴发被迫撤退，这场战争被一些史学家称为"也许是卡佩王朝有史以来最不公正、最不必要和最灾难性的行动"，于是西西里成功被阿拉贡王室所控制。
佩德罗死后，关于西西里的归属模糊不清。他的两个儿子阿方索三世和贾科莫分别继承了阿拉贡王国和西西里王国。

#### 撒丁岛战争

萨丁王国徽章

1297年，教皇卜尼法斯八世为调解西西里晚祷战争后阿拉贡与安茹家族的地中海争端，将名义上的撒丁岛与科西嘉王国（Regnum Sardiniae et Corsicae）授予阿拉贡国王海梅二世（James II）。但这一“赠予”实为教宗之权谋：教皇要求阿拉贡放弃对西西里的宣称，转而征服比萨与热那亚控制的撒丁岛。尽管撒丁岛原住民政权（如阿伯利亚王国）已存续数百年，教皇仍无视其主权，将岛屿视为可分割的棋子。此举虽为阿拉贡提供了法理依据，却埋下了长期冲突的种子——撒丁岛的实际控制权仍需通过武力夺取，而阿拉贡不得不直面意大利城邦的激烈反抗。
1323年，阿拉贡王子阿方索（即后来的阿方索四世）率军登陆撒丁岛，标志着征服行动的正式启动。为削弱比萨势力，阿拉贡与阿伯利亚王国统治者雨果二世（Hugh II）结盟。雨果二世深知，借助阿拉贡的力量可摆脱热那亚与比萨的经济钳制，遂在战役末期倒戈支持阿拉贡。此次行动中，阿拉贡占领了卡利亚里（Cagliari）、加卢拉（Gallura）及萨萨里（Sassari），初步确立了对撒丁岛南部的控制。然而，比萨与热那亚的联合反扑、原住民的抵抗，以及岛屿复杂的地缘格局，使阿拉贡无法短期征服。

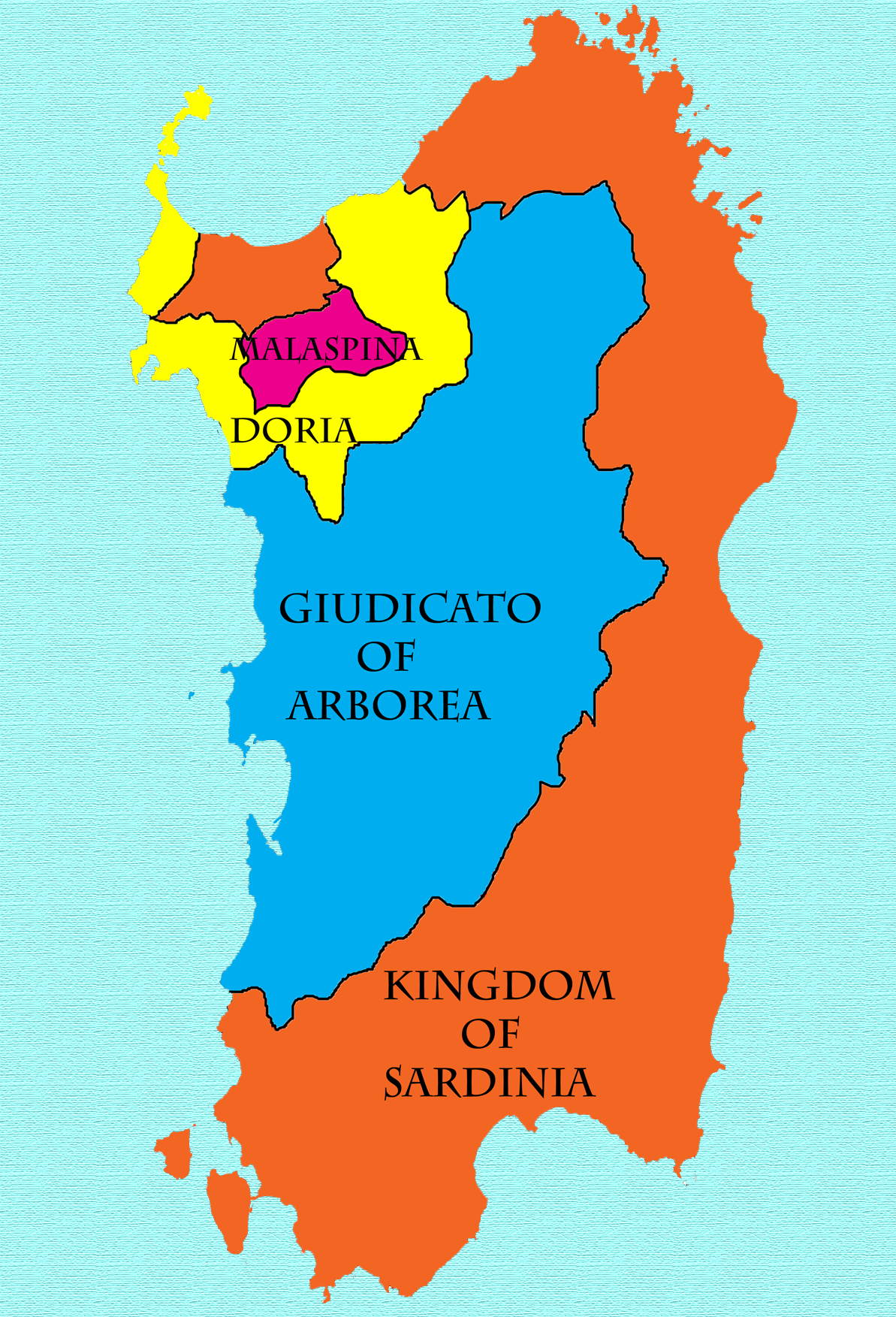
1324年的撒丁岛

14世纪中叶，撒丁岛成为地中海权力角逐的核心战场。1347年后，米兰、热那亚、威尼斯等意大利城邦介入冲突，争夺贸易航线与港口控制权。阿拉贡先后发动多次远征：1352年由贵族伯纳特·卡布雷拉（Bernat Cabrera）率军突袭，1354年由国王佩德罗四世（Peter IV）亲征。尽管阿拉贡取得局部胜利——如卡布雷拉在阿尔盖罗（Alghero）俘获33艘热那亚战船——但岛屿的全面控制始终难以实现。撒丁岛的山地部落频繁起义，海盗以海岸为巢穴劫掠商船，进一步削弱了阿拉贡的统治基础。
与此同时，战争对阿拉贡经济造成毁灭性打击。佩德罗四世为筹措军费，被迫抵押王室领地、出售特权，甚至向各城邦借贷，导致财政赤字激增。1356年起，阿拉贡与卡斯蒂利亚的边境冲突加剧，王国濒临崩溃。撒丁岛战争不仅耗空国库，更使阿拉贡的国际形象受损——其“一流强国”的抱负在持续的军事泥潭中化为泡影。
1420年，阿拉贡国王阿方索五世（Alfonso V）以10万金弗罗林从末代阿伯利亚审判官威廉三世（William III of Narbonne）手中购得剩余领土，基本完成撒丁岛的统一。唯一例外是热那亚多利亚家族控制的卡斯特尔萨尔多（Castelsardo）。1448年，阿拉贡攻陷该城并更名为“阿拉贡城堡”（Castillo Aragonés），彻底终结外部势力在撒丁岛的据点。
虽然撒丁和科西嘉王国受阿拉贡国王的统治，但是从形式上它仍保持独立王国状态，而没有并入阿拉贡，而是由阿拉贡国王委任的副王来治理。为了削弱岛上部落的反抗势力，佩德罗四世答应保障这个独立王国的立法自主权。

#### 阿拉贡希腊
13世纪末，拜占庭帝国在巴列奥略王朝的恢复下虽然重掌君士坦丁堡，却早已元气大伤。其在小亚细亚的防线被突厥人蚕食，亚得里亚海以西的拉丁国家与西欧骑士团不断觊觎希腊诸邦。西欧封建化的“十字军化希腊”正在走向崩解，而西地中海的阿拉贡王室，却悄然以一支名为加泰罗尼亚公司的佣兵集团，在希腊扩张自身势力。
这支佣兵军团原为拜占庭皇帝安德洛尼卡二世雇来对抗安纳托利亚的突厥诸侯，由加泰罗尼亚贵族罗歇·德·弗洛尔（Roger de Flor）率领。他曾是条顿骑士团的船长，也参与过西西里晚祷战争——其人身上汇聚了地中海的多重身份。1302年，这支佣兵团初到拜占庭时，其兵力仅数千，却以娴熟的战术和强悍的纪律在安纳托利亚屡破突厥。可他们的骄横跋扈很快激怒了拜占庭朝廷。
1305年，弗洛尔遭谋杀，此举激起佣兵团的复仇怒火。加泰罗尼亚人转而横扫色雷斯、马其顿、色萨利，所过之处不留寸草，掠夺比突厥人更甚。他们公开与拜占庭断绝关系，开始游离于地中海诸强之间。这支军团最终将目标投向了雅典公国——这个由第四次十字军分裂出来的法兰西公国正值内乱。1311年，佣兵团击败了主公瓦伦西亚的瓦尔特·德·布里恩公爵，并在赛菲苏斯战役中将其斩杀，随后占领了雅典与底比斯，宣布加泰罗尼亚公司为该地合法主权者。由于他们自身缺乏王朝背景，遂请求远在巴塞罗那的阿拉贡王室予以承认与名义领导。
阿拉贡国王海梅二世欣然接纳了这一“意外收获”——自此，“雅典公爵”这一头衔归入阿拉贡王室，开启了长达近80年的“阿拉贡人的希腊”时代。为了稳固统治，当地由加泰罗尼亚人治理，施行地中海式的封建法典《乌萨罗斯法典》（Usatges），并以天主教会为统治工具，与希腊正教教会对抗。拉丁贵族的庄园制度与地方军团相结合，使阿拉贡在希腊建立了一个带有十字军色彩的“西欧殖民政权”。
但这一政权始终为人诟病为“劫掠者王国”——既不被希腊人接纳，也为拉丁贵族所警惕。随着奥斯曼的南下与意大利海洋共和国的干预，阿拉贡在希腊的势力逐渐式微。1390年，雅典被佛罗伦萨夺取。阿拉贡人在希腊的统治最终以默默无闻的崩解告终。

### 阿方索十世到阿方索十一世间的卡斯蒂利亚

#### 阿方索十一世和萨拉多河战役

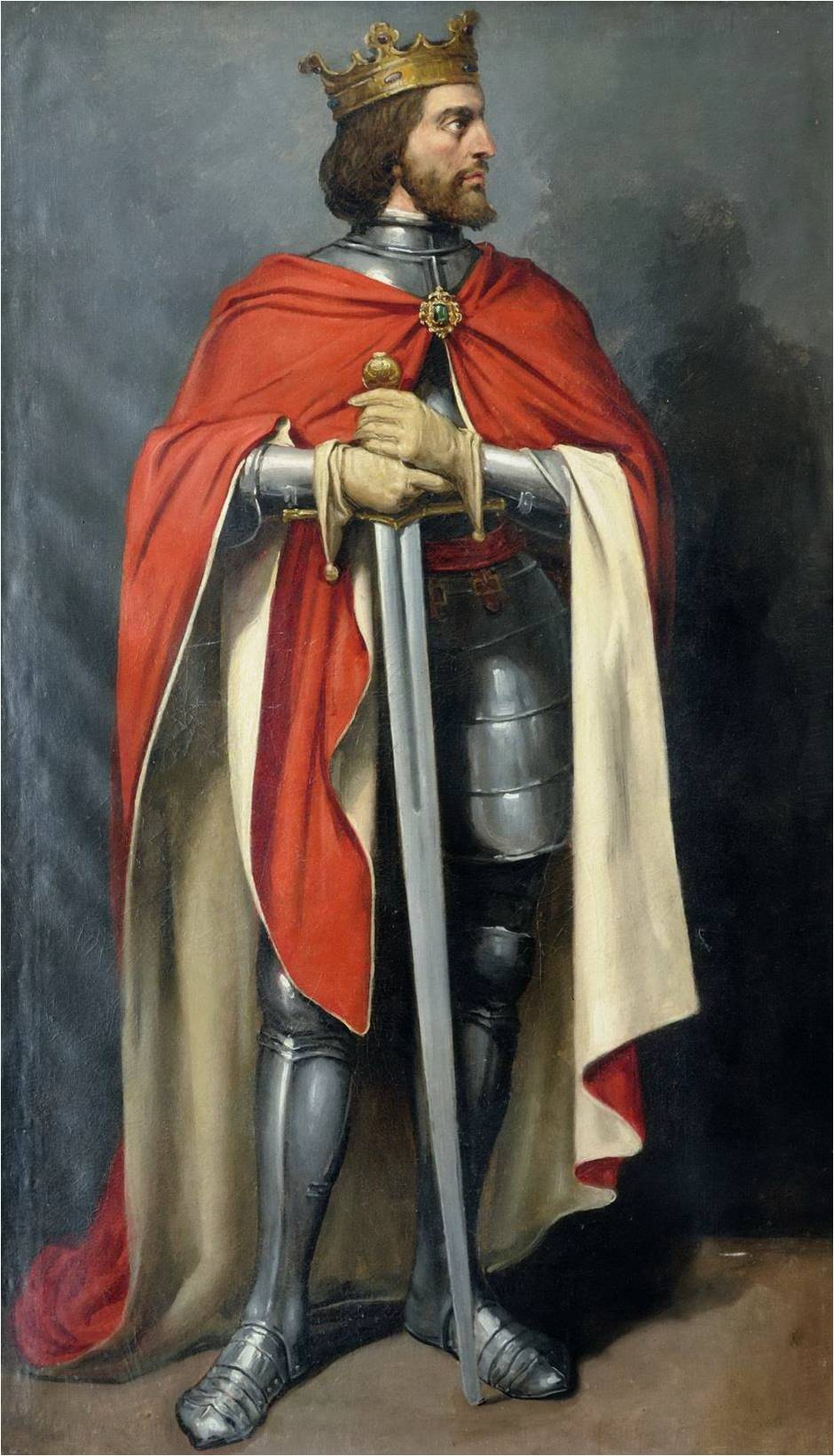
卡斯蒂利亚和莱昂国王阿方索十一世

1325年，卡斯蒂利亚国王“正义王”阿方索十一世（1312—1350年在位）成年亲政，面对其父费尔南多四世去世后王权衰微的乱局。他通过召开巴利亚多利德国会（Cortes），扶持新兴贵族以制衡传统大贵族势力，尤其是对抗以唐胡安·曼努埃尔和独眼唐胡安·德·哈罗为首的旧贵族集团。为分化对手，阿方索十一世与年仅9岁的唐胡安之女康斯坦斯订婚，授予其父“边境总督”头衔，暂时缓和矛盾。然而，这一政治联姻最终因阿方索转而迎娶葡萄牙公主玛丽亚而破裂，引发唐胡安与阿拉贡国王海梅二世的强烈不满，暴露了王室与贵族间的脆弱联盟。
阿方索十一世统治的核心目标是对抗伊比利亚南部的穆斯林势力。格拉纳达的纳斯里德王朝与北非马林王朝（控制直布罗陀海峡）的威胁迫使他采取军事行动。1330年代，他率军夺取艾阿蒙特（Ayamonte）和托雷亚尔阿基梅（Turealguieme）等要塞，但马林王朝于1333年重占直布罗陀，扼守地中海咽喉。

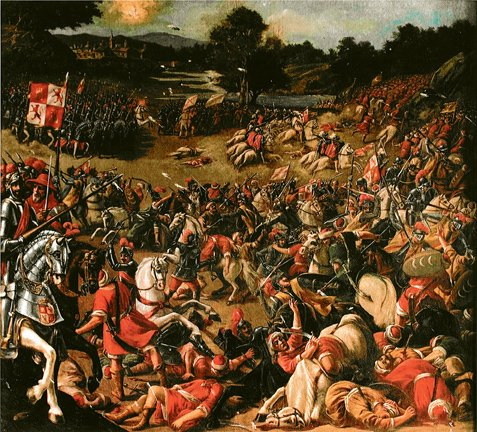
萨拉多河战役

1340年，马林苏丹阿布·哈桑亲征伊比利亚，联合格拉纳达埃米尔尤素福一世围攻塔里法。阿方索十一世迅速集结卡斯蒂利亚、葡萄牙、阿拉贡与纳瓦拉联军，葡萄牙国王阿方索四世甚至亲自参战。
10月30日，双方在萨拉多河战役（又称塔里法之战）中决战。基督教联军采用三面包抄战术：唐胡安·曼努埃尔率先锋突袭马林大营，塔里法守军突围策应，葡萄牙预备队完成合围。穆斯林军队溃败，阿方索四世之子佩德罗阵斩苏丹之子，阿布·哈桑仓皇逃回北非。此役终结了马林王朝在伊比利亚的统治，重夺直布罗陀海峡控制权，为基督教势力打开南下安达卢西亚的门户，从此北非伊斯兰教势力再未入侵安达卢西亚。
萨拉多战役的胜利不仅削弱了格拉纳达，更重塑了地中海贸易格局。直布罗陀海峡的掌控使得热那亚商船得以开辟从黑海卡法至佛兰德的直达航线，替代风险高昂的陆路运输。热那亚人大量迁居卡斯蒂利亚港口城市，推动当地商业繁荣。阿方索十一世还通过授予贸易特权，将热那亚海军纳入卡斯蒂利亚舰队，强化海上霸权。
1350年，阿方索十一世在围攻直布罗陀期间感染黑死病身亡，年仅38岁。尽管未能彻底征服直布罗陀，其军事成就已为卡斯蒂利亚奠定伊比利亚霸权基础。他的统治标志着王室中央集权的强化与贵族权力的削弱，为后世天主教双王的统一事业埋下伏笔。萨拉多战役更被视为收复失地运动最后阶段的关键转折之一，加速了半岛基督教化的历史进程。

### 百年战争的第二战场
14世纪中叶，英法百年战争的余波持续冲击伊比利亚政局，叠加阿维尼翁之囚的影响，阿维尼翁教廷对卡斯蒂利亚国王佩德罗一世（Pedro I）持敌视态度，转而支持阿拉贡“有礼者”佩德罗四世（Pedro IV）。在法兰西王室施压下，教皇迫使佩德罗一世迎娶法国波旁家族的布朗歇（Blanche of Bourbon），试图通过联姻强化法国对卡斯蒂利亚的控制。此举不仅激化了卡斯蒂利亚与法国的矛盾，还促使佩德罗一世转向英格兰与纳瓦拉寻求支持。
纳瓦拉国王卡洛斯二世（Carlos II）——法王路易十世的外孙、曾为法王约翰二世阶下囚——的介入使局势更加复杂。卡洛斯二世与佩德罗一世的对立，以及阿拉贡佩德罗四世在卡斯蒂利亚镇压贵族叛乱时的袖手旁观，导致两国关系急剧恶化。然而，引爆战争的直接导火索是阿拉贡对撒丁岛的征服行动。该岛的战略地位引发双方对地中海控制权的争夺，最终将矛盾推向军事对抗。
为维护地中海利益，阿拉贡介入威尼斯与热那亚的海上冲突，选择与威尼斯结盟，公开与热那亚为敌。而卡斯蒂利亚因长期依赖热那亚海军（如海军上将贝内代托·扎卡里亚协助控制直布罗陀海峡）与之保持密切关系。阿拉贡与热那亚的相互报复行动（如劫掠商船、封锁港口）进一步激化了两国王室的敌对。
1356年，卡斯蒂利亚与阿拉贡的长期摩擦升级为“两个佩德罗战争”（Guerra de los Dos Pedros），这场冲突也被纳入英法百年战争的框架。佩德罗一世虽以残暴手段镇压政敌（如谋杀异母兄弟等），导致贵族离心，却因改革税制、保护平民赢得底层支持。其统治末期，特拉斯塔马拉的恩里克（Enrique de Trastámara，佩德罗的私生子兄弟）在法王查理五世及阿拉贡支持下，于1366年发动叛乱，卡斯蒂利亚内战全面爆发。
佩德罗一世为抗衡恩里克-法阿联盟，转而与英格兰结盟：其女分别嫁给爱德华三世之子兰开斯特公爵冈特的约翰（John of Gaunt）与剑桥公爵兰利的埃德蒙（Edmund of Langley），并获黑太子爱德华（Edward the Black Prince）率军支援。而法王则派遣名将贝特朗·杜·盖克兰（Bertrand du Guesclin）助战恩里克。至此，卡斯蒂利亚内战彻底演变为百年战争的伊比利亚战场，成为英法代理人战争的延伸。
葡萄牙方面，英葡同盟中葡萄牙对英格兰的支持，费尔南多一世对卡斯蒂利亚王位的干涉（费尔南多战争）及1383年至1385年葡萄牙空位期同样属于这一时期。

#### “恶人”卡洛斯

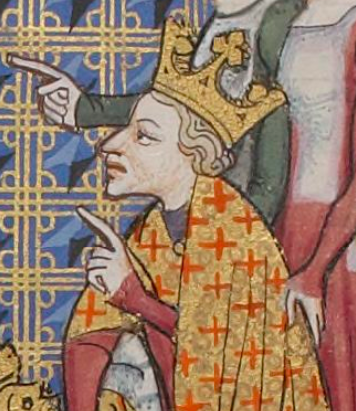
恶棍卡洛斯

纳瓦拉国王恶棍卡洛斯（Charles the Bad）出身显赫，其母为卡佩王朝法王路易十世之女让娜（即纳瓦拉女王胡安娜二世），父系为埃夫勒伯爵菲利普（纳瓦拉的腓力三世）。1352年，他通过联姻进一步巩固地位，迎娶瓦卢瓦王朝法王约翰二世（好人）之女，成为法国王室姻亲。然而，卡洛斯始终以卡佩家族直系后裔自居，多次宣称对法国王位的继承权，企图取代岳父约翰二世。
1354年，正值英法百年战争初期，卡洛斯秘密与英格兰国王爱德华三世结盟，策划共同推翻约翰二世。此举迫使约翰二世于1356年以“叛国罪”在鲁昂将其逮捕。然而同年9月，英格兰王储黑太子爱德华在普瓦捷战役中大败法军并俘获约翰二世，卡洛斯趁机重获自由。此后，他将矛头转向约翰二世被俘期间的法国摄政者——王太子查理（即后来的查理五世），试图削弱其权威。
1357年至1358年，卡洛斯与巴黎市民领袖艾蒂安·马赛（Étienne Marcel）暗中勾结，意图借助市民起义颠覆查理五世的统治。但当巴黎市民于1358年发动扎克雷起义（Jacquerie）时，卡洛斯却临阵退缩，未提供实质性支持。最终，他率纳瓦拉、皮卡第及诺曼底联军，成为镇压起义的主力，借此向王室示好以换取政治资本。

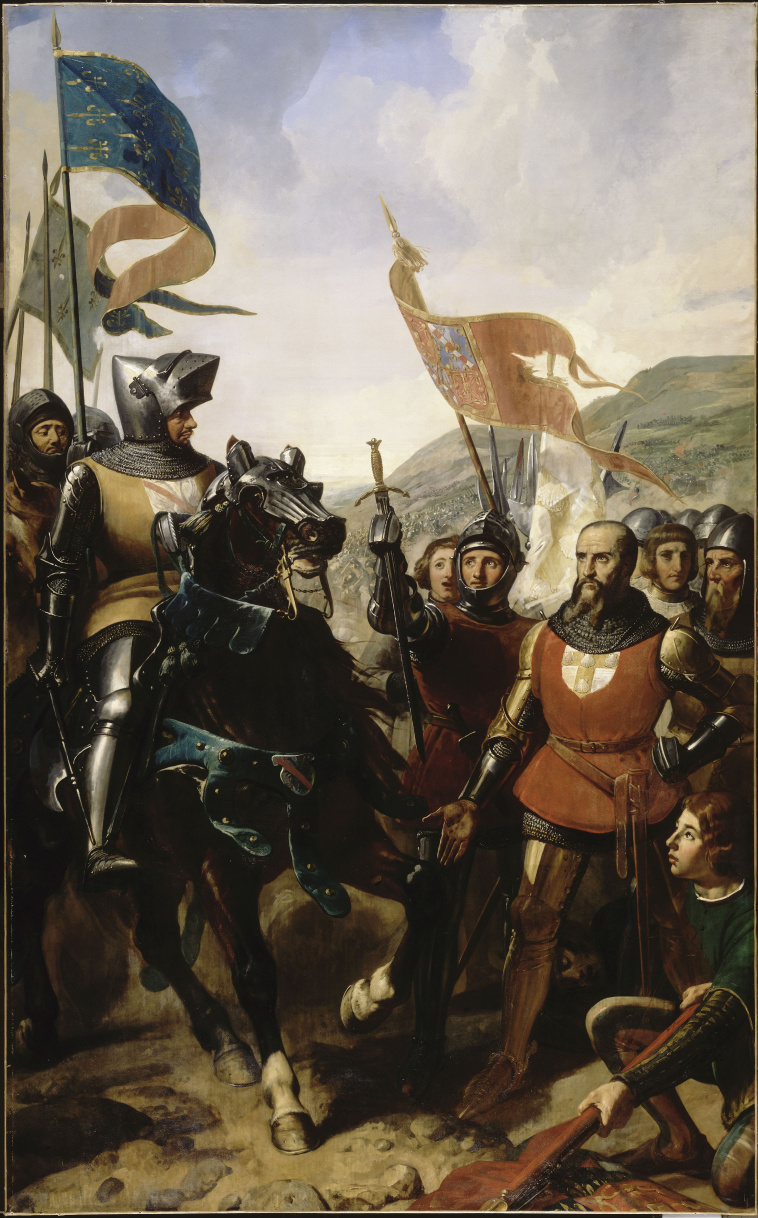
描述科什雷勒战役的画作

1361年，勃艮第公爵菲利普一世无嗣而亡，卡洛斯以“勃艮第的玛格丽特外孙”身份主张继承公国。然而，约翰二世作为菲利普继父兼法王，以“勃艮第的约娜之子”为由强行接管公国，并将其转封幼子菲利普（即后来的勃艮第公爵“大胆腓力”）。卡洛斯对此强烈抗议，甚至联合英格兰势力对抗法王。1364年，查理五世在科什雷勒战役中彻底击败卡洛斯，迫使其放弃在法国境内的所有领地与政治诉求。

#### 卡斯蒂利亚争夺葡萄牙王位

1360年的伊比利亚

### 1391年大屠杀
1391年，伊比利亚半岛爆发了一场针对犹太人的系统性暴力浪潮，史称“1391年大屠杀”。这场屠杀席卷卡斯蒂利亚与阿拉贡王国，并为1492年犹太人被全面驱逐埋下伏笔。
14世纪末，经历中世纪晚期危机的伊比利亚半岛深陷经济危机与政治动荡。卡斯蒂利亚内战（1366–1369）后，新王恩里克二世（Enrique II）的亲信煽动反犹情绪，将社会矛盾转嫁至犹太社区。与此同时，多明我会修士文森特·费里埃（Vincent Ferrer）等传教士公开宣扬“洗礼或死亡”，鼓动民众“净化”基督教社会。
1391年6月6日，暴乱首先在塞维利亚爆发——这里是卡斯蒂利亚最富有的犹太社区所在地。暴民洗劫犹太聚居区，焚烧会堂，数千人遭屠杀或被迫改宗。暴力迅速蔓延至卡莫纳、科尔多瓦、托莱多等城市，阿拉贡的巴塞罗那、瓦伦西亚与赫罗纳亦未能幸免。在哈恩，暴民将犹太人驱赶至广场，强迫他们在十字架前皈依；在巴塞罗那，精英阶层无力阻止暴乱，城市陷入无政府状态。据记载，仅托莱多一地便有超3000名犹太人丧生。
面对危机，卡斯蒂利亚国王恩里克三世（时年11岁）与阿拉贡国王胡安一世（Juan I）显得束手无策。地方政府或默许暴力，或消极应对，司法体系彻底失效。大屠杀后，约半数西班牙犹太人选择改宗天主教（即“马拉诺”），但皈依未能消除歧视，新基督徒被怀疑秘密践行犹太教。1492年，天主教双王以“维护信仰统一”为由，颁布《阿尔罕布拉法令》，驱逐所有拒绝改宗的犹太人。

### 卡斯佩妥协方案

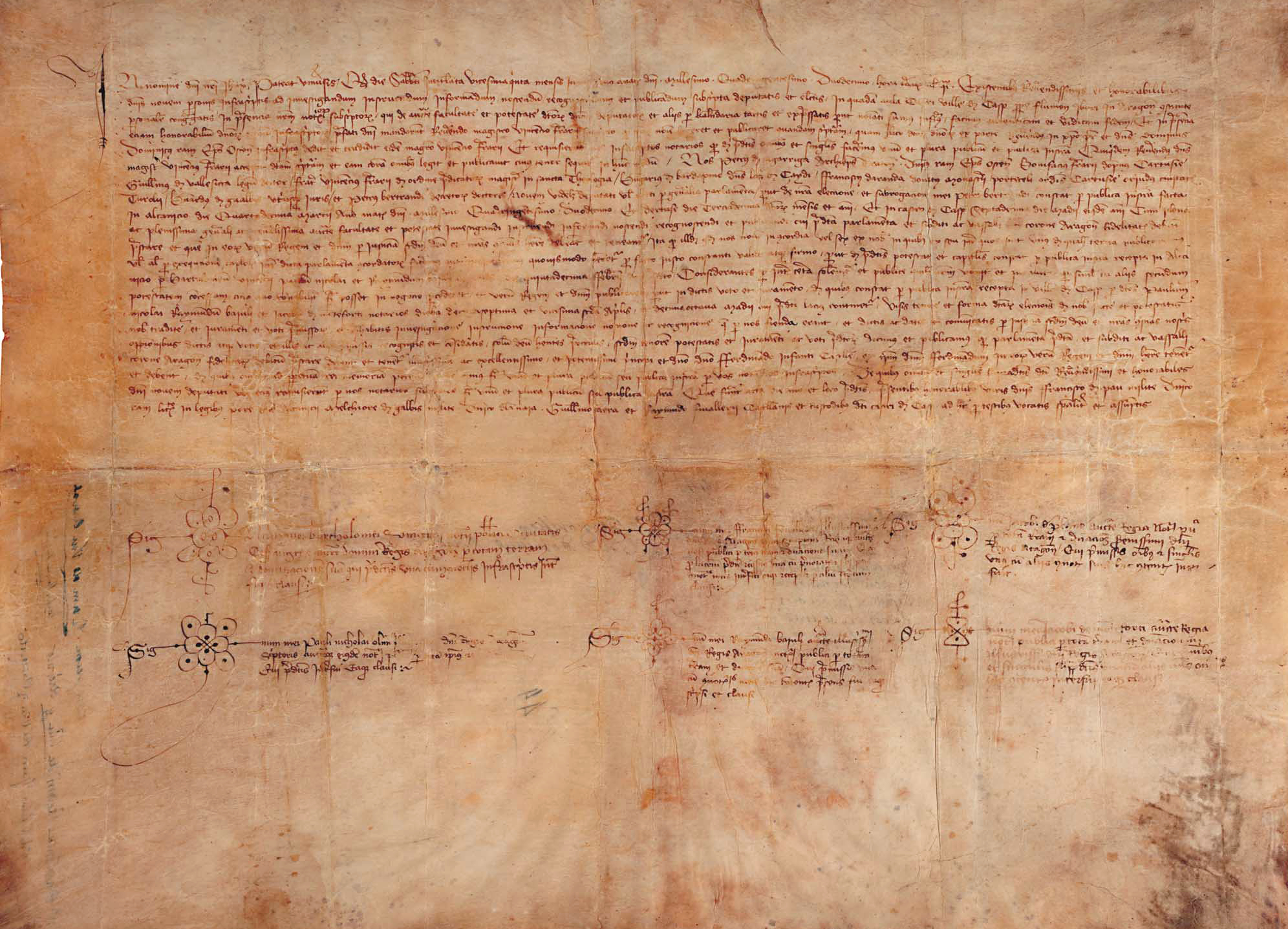
卡斯佩妥协方案

1410年，阿拉贡国王马丁一世去世，因无合法子嗣，阿拉贡王位空缺两年，引发继承权争夺。于是为了防止此前恩里克二世发动的王室内战悲剧再度重演，1412年，阿拉贡各领地（阿拉贡本部、加泰罗尼亚、瓦伦西亚、马略卡）各派组成仲裁委员会，通过投票选定卡斯蒂利亚的摄政费尔南多作为阿拉贡新王，称费尔南多一世，从此，巴塞罗那王朝在阿拉贡的统治结束，特拉斯塔马拉王朝从此入主阿拉贡联合王国。